# 約翰·布肯
約翰·布肯，第一代特威兹穆尔男爵，GCMG，GCVO，CH，PC（英語：John Buchan, 1st Baron Tweedsmuir，1875年8月26日—1940年2月11日），蘇格蘭小說家及政治家，曾任加拿大總督。

## 作品
- 《三十九級臺階》（1915年）